# Tinctoporellus epimiltinus
Tinctoporellus epimiltinus là một loài Basidiomycetes trong họ Polyporaceae. Loài này được Berk. & Broome Ryvarde miêu tả khoa học đầu tiên năm 1979.
Đây là loài gây hại của cây Acacia mangium, phát triển phổ biến ở Indonesia.